# 硫化カドミウム
硫化カドミウム（りゅうかカドミウム、英: cadmium sulfide）は、硫黄とカドミウムからなる無機化合物で、組成式 CdS の黄色の固体。カドミウムイオンの溶液に硫化物イオンを加えると得られる。天然には硫カドミウム鉱（グリーノッカイト）として産出するが、その量は少ない。
黄色顔料・カドミウムイエローの主成分である。熱安定性が高いため、機能性プラスチックなどのポリマーに用いられる。セレンを添加したものは硫セレン化カドミウムと呼ばれ、色調が黄橙から赤紫色に変化する。
硫化亜鉛を添加したものは硫化亜鉛カドミウムと呼ばれ、純粋な硫化カドミウムとともにカドミウムイエローとして使われる。但しColour Index Generic Nameは異なり、硫化カドミウムを主成分としたカドミウムイエローが Pigment Yellow 37 なのに対し硫化亜鉛カドミウムを主成分としたカドミウムイエローは Pigment Yellow 35 である。また、色調も純粋な硫化カドミウムが鮮黄色～橙黄色を呈するのに対し、硫化亜鉛カドミウムは淡黄色～鮮黄色を呈する。なお、硫化亜鉛カドミウムは燐光を帯びる。
半導体であり、2.42 eV のバンドギャップを持つ。電気抵抗が光の強さによって変化するフォトレジスタ（光センサー）や、太陽電池など、光エレクトロニクス材料として用いられる。